# یکپارچگی وجود
یکپارچگی وجود (به انگلیسی: Univocity of being)، بیان همسویی موجودات با وجود است. که با آموزه‌های الهیاتی اسکولاستیک جان دانس اسکوتوس مرتبط است.

## بررسی اجمالی
جان دانس اسکوتوس، به مفهومی یکسان از هستی پایبند است، نامتناهی بودن وجود و محدود بودن دیگر مخلوقات.

## ادراک
ادراک و موجودیت انسان در راستای حقیقت همسویی با هستی (وحدت وجود) تحقق می‌یابد.
ژیل دلوز دکترین همسویی (وجود، موجود) در هستی‌شناسی را از اسکوتوس وام گرفته‌است.
جبرگرایی اسپینوزا، جبر همسویی و ادراک در آگاه بودن جانداران و آفریدگان است.